# Sonate K. 69
Pour les articles homonymes, voir K69.
La sonate K. 69 (F.29/L.382) en fa mineur est une œuvre pour clavier du compositeur italien Domenico Scarlatti.

## Présentation
La sonate K. 69, en fa mineur, est sans indication de mouvement. Son traitement est polyphonique, mais elle est mue par une cellule rythmique unique :
dont Scarlatti use avec science notamment avec un décalage d'un temps à la basse lors de l'exposition, alors que les voix extrêmes sont souvent homorythmiques.

## Manuscrits
Le manuscrit principal est le numéro 32 et dernier du volume XIV de Venise (1754), copié pour Maria Barbara ; les autres sont Parme II 27, Münster V 23 et Vienne A 17.

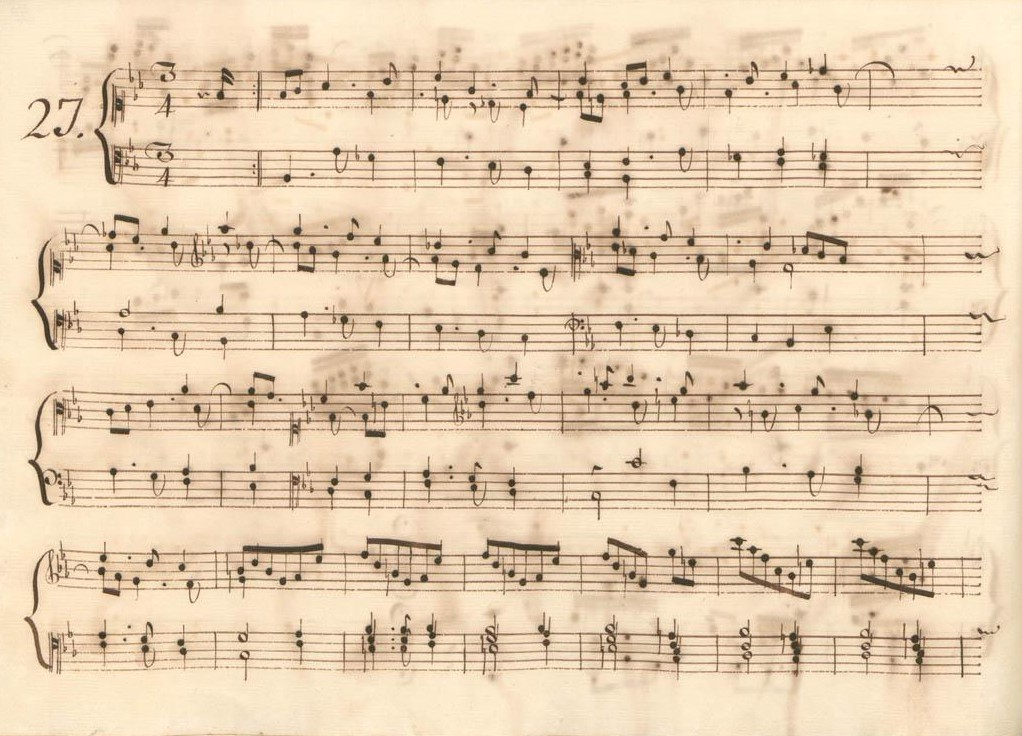
Parme II 27. Notez l'usage exceptionnel des clés d’ut.
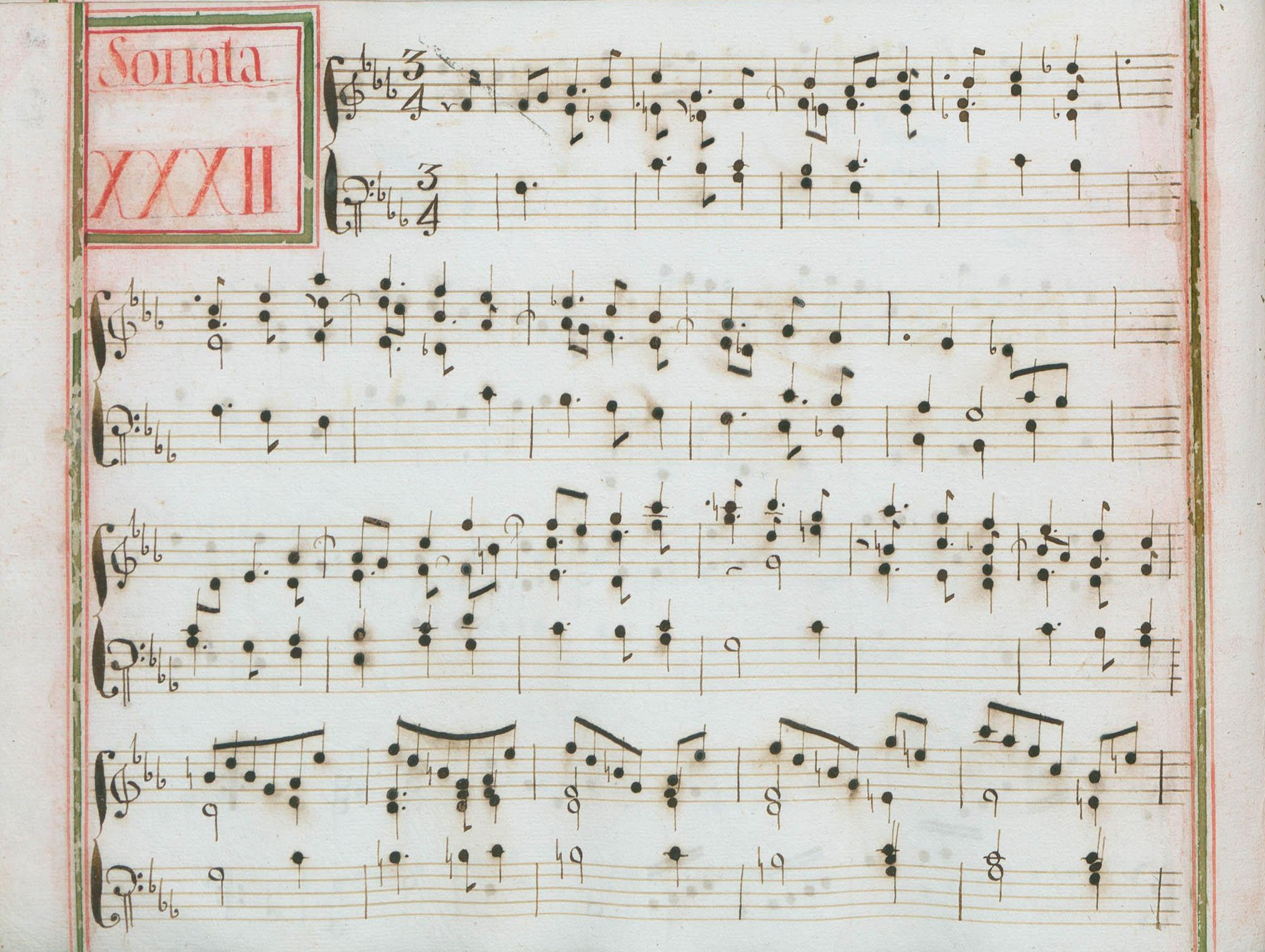
Venise XIV 32.

## Interprètes
La sonate K. 69 est défendue au piano, notamment par Kathleen Long (1950, Decca), Marcelle Meyer (1954, EMI), Maria Grinberg (Melodiya), Anne Queffélec (1970, Erato), John McCabe (1981, Divin Art), Zhu Xiao-Mei (1995, INA), Jenő Jandó (1999, Naxos), Mūza Rubackytė (2000, Lyrinx), Christian Zacharias (2002, MDG), Carlo Grante (2009, Music & Arts, vol. 1), Ievgueni Soudbine (2015, BIS), Sonia Rubinsky (2016, Arabesque) et Federico Colli (2018, Chandos) ; au clavecin par Scott Ross (1985, Erato), Robert Wooley (1987, EMI), Andreas Staier (1996, Teldec), Ottavio Dantone (1997, Stradivarius), Władysław Kłosiewicz (1997, CD Accord), Luc Beauséjour (2003, Analekta), Richard Lester (2005, Nimbus, vol. 6) et Pieter-Jan Belder (Brilliant Classics, vol. 8), Mario Raskin (2011, Verany), Jean Rondeau (2018, Erato), Pierre Hantaï (2018, Mirare, vol. 6) et Cristiano Gaudio (2020, L'Encelade). Nicola Reniero l'interprète à l'orgue (2016, Brilliant Classics).

## Sources
: document utilisé comme source pour la rédaction de cet article.
- Ralph Kirkpatrick (trad. de l'anglais par Dennis Collins), Domenico Scarlatti, Paris, Lattès, coll. « Musique et Musiciens », 1982 (1re éd. 1953 (en)), 493 p. (ISBN 978-2-7096-0118-4, OCLC 954954205, BNF 34689181).
- Alain de Chambure, « Domenico Scarlatti : Intégrale des sonates — Scott Ross », Erato (2564-62092-2), 1985 (OCLC 891183737) .